# Departamento de Dagana
Dagana es uno de los 45 departamentos de Senegal, situado en la frontera norte del país. Forma parte de la región de Saint-Louis. Su capital es Dagana. El departamento fue creado como tal el 21 de febrero de 1960. En diciembre de 2002 su población ascendía a 190 451 habitantes.

## Organización territorial
Está compuesto por dos distritos y 5 comunas:
- Distrito de Mbane
- Distrito de Ndiaye, creado en 2008.
- Dagana
- Gaé
- Richard-Toll
- Rosso
- Ross Béthio